# Saint-Paul-de-Serre
Pour les articles homonymes, voir Saint-Paul.
Saint-Paul-de-Serre est une commune française située dans le département de la Dordogne, en région Nouvelle-Aquitaine.

## Géographie

### Généralités
Incluse dans l'aire d'attraction de Périgueux, la commune de Saint-Paul-de-Serre se situe dans la partie sud-ouest du Périgord central. Elle est arrosée par le Vern, par son affluent le Serre dont le nom se retrouve dans celui de la commune, et par le Rosier, affluent du Serre.
Le territoire communal est desservi par les routes départementales 43 et 44.
Le village de Saint-Paul-de-Serre, dans la vallée du Serre et sur la route départementale 44, se situe, en distances orthodromiques, neuf kilomètres au nord-ouest de Vergt et dix kilomètres au sud-est de Saint-Astier.

### Communes limitrophes
Saint-Paul-de-Serre est limitrophe de six autres communes, dont Bourrou au sud-ouest par un quadripoint.
|                 | Coursac             | Chalagnac             |
| Manzac-sur-Vern | Saint-Paul-de-Serre |                       |
| Bourrou         | Grun-Bordas         | Creyssensac-et-Pissot |

### Géologie et relief

#### Géologie
Situé sur la plaque nord du Bassin aquitain et bordé à son extrémité nord-est par une frange du Massif central, le département de la Dordogne présente une grande diversité géologique. Les terrains sont disposés en profondeur en strates régulières, témoins d'une sédimentation sur cette ancienne plate-forme marine. Le département peut ainsi être découpé sur le plan géologique en quatre gradins différenciés selon leur âge géologique. Saint-Paul-de-Serre est située dans le troisième gradin à partir du nord-est, un plateau formé de calcaires hétérogènes du Crétacé.
Les couches affleurantes sur le territoire communal sont constituées de formations superficielles du Quaternaire et de roches sédimentaires datant pour certaines du Cénozoïque, et pour d'autres du Mésozoïque. La formation la plus ancienne, notée c5a(2), date du Campanien 1, des calcaires packstone à wackstone crayo-marneux gris blanchâtres à subalvéolines à silex gris ou noirs. La formation la plus récente, notée CFp, fait partie des formations superficielles de type colluvions indifférenciées de versant, de vallon et plateaux issues d'alluvions, molasses, altérites. Le descriptif de ces couches est détaillé dans  la feuille « no 782 - Mussidan » de la carte géologique au 1/50 000 de la France métropolitaine, et sa notice associée.

Carte géologique de Saint-Paul-de-Serre.

#### Relief et paysages

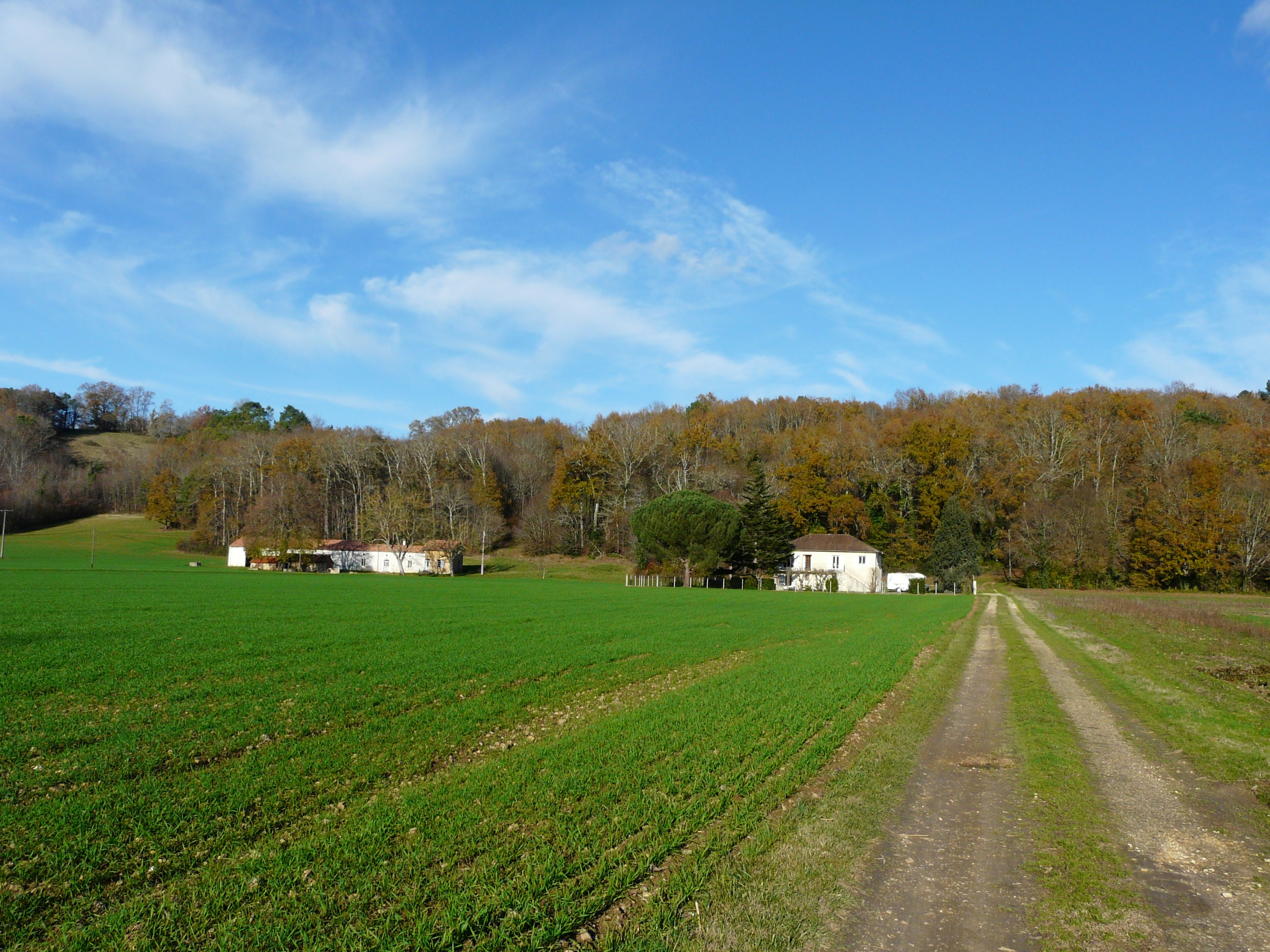
La vallée du Vern et ses coteaux nord. Vue prise en direction du lieu-dit la Garenne.

Le département de la Dordogne se présente comme un vaste plateau incliné du nord-est (491 m, à la forêt de Vieillecour dans le Nontronnais, à Saint-Pierre-de-Frugie) au sud-ouest (2 m à Lamothe-Montravel). L'altitude du territoire communal varie quant à elle entre 91 mètres au sud-ouest, près du lieu-dit la Chassagne, là où le Vern quitte la commune et entre sur celle de Manzac-sur-Vern, et 214 mètres au sud-est, près du lieu-dit les Clèdes, en limite de la commune de Creyssensac-et-Pissot.
Dans le cadre de la Convention européenne du paysage entrée en vigueur en France le 1er juillet 2006, renforcée par la loi du 8 août 2016 pour la reconquête de la biodiversité, de la nature et des paysages, un atlas des paysages de la Dordogne a été élaboré sous maîtrise d’ouvrage de l’État et publié en octobre 2020. Les paysages du département s'organisent en huit unités paysagères,. La commune fait partie du Périgord central, un paysage vallonné, aux horizons limités par de nombreux bois, plus ou moins denses, parsemés de prairies et de petits champs.
La superficie cadastrale de la commune publiée par l'Insee, qui sert de référence dans toutes les statistiques, est de 10,44 km2,,. La superficie géographique, issue de la BD Topo, composante du Référentiel à grande échelle produit par l'IGN, est quant à elle de 10,8 km2.

### Hydrographie

#### Réseau hydrographique
La commune est située dans le bassin de la Dordogne au sein du Bassin Adour-Garonne. Elle est drainée par le Vern, le Serre, le Rosier et par deux petits cours d'eau, qui constituent un réseau hydrographique de 14 km de longueur totale,.
Le Vern, d'une longueur totale de 40,36 km, prend sa source en limite des communes de Val de Louyre et Caudeau et Veyrines-de-Vergt, et se jette dans l'Isle en rive gauche à Neuvic. Il arrose le sud de la commune dont près de 800 mètres servent de limite naturelle face à Manzac-sur-Vern.
Son affluent de rive droite le Serre baigne le nord du territoire communal d'est en ouest sur plus de trois kilomètres.
Affluent de rive droite du Serre, le Rosier, ou ruisseau de Chantebrune dans sa partie amont, arrose l'extrême nord de la commune sur trois kilomètres et demi, dont 400 mètres en limite de Manzac-sur-Vern. Il alimente l'étang du Rosier, une retenue de huit hectares et demi dont la quasi-intégralité se situe sur le territoire communal.

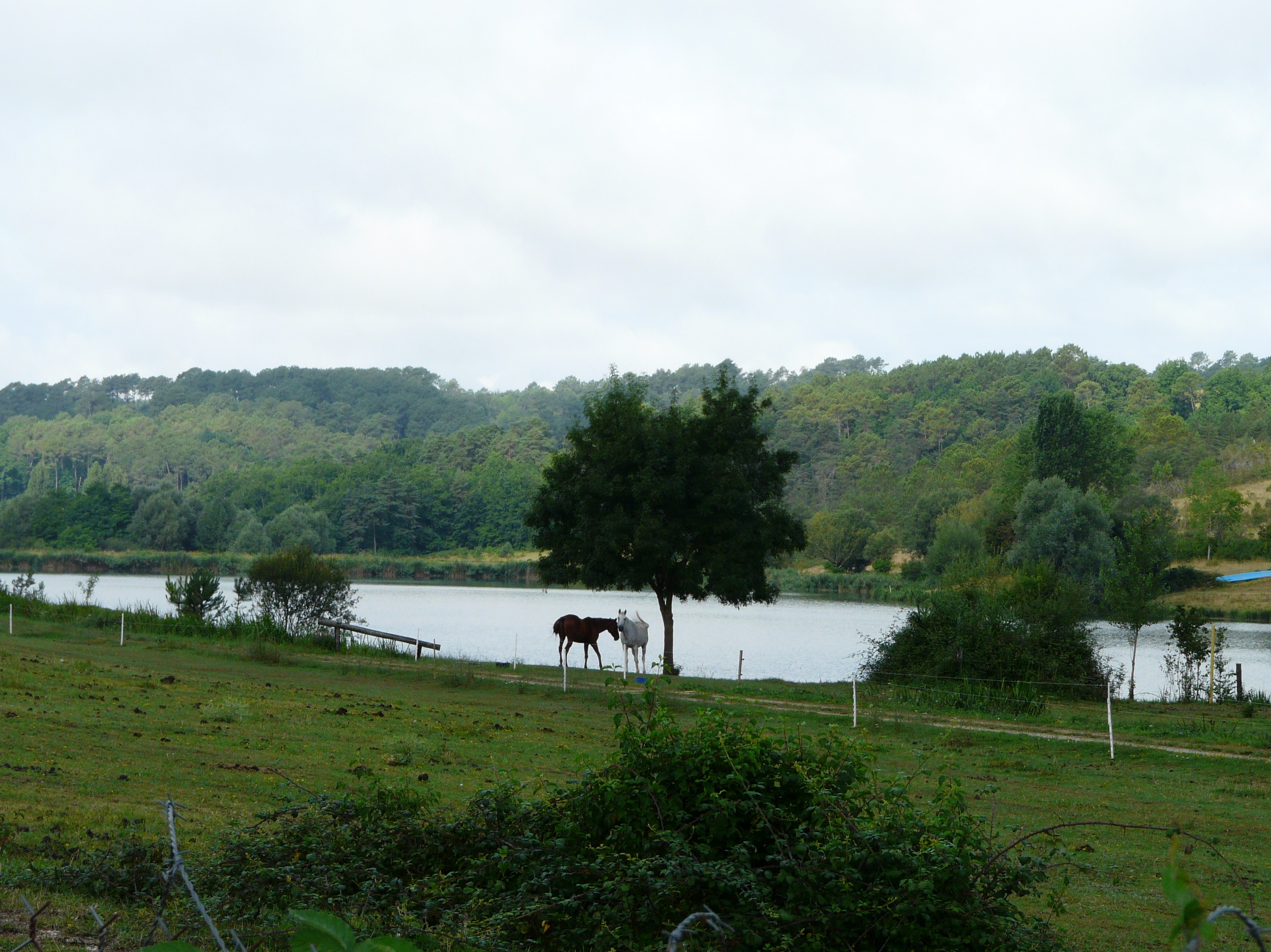
L'étang du Rosier.
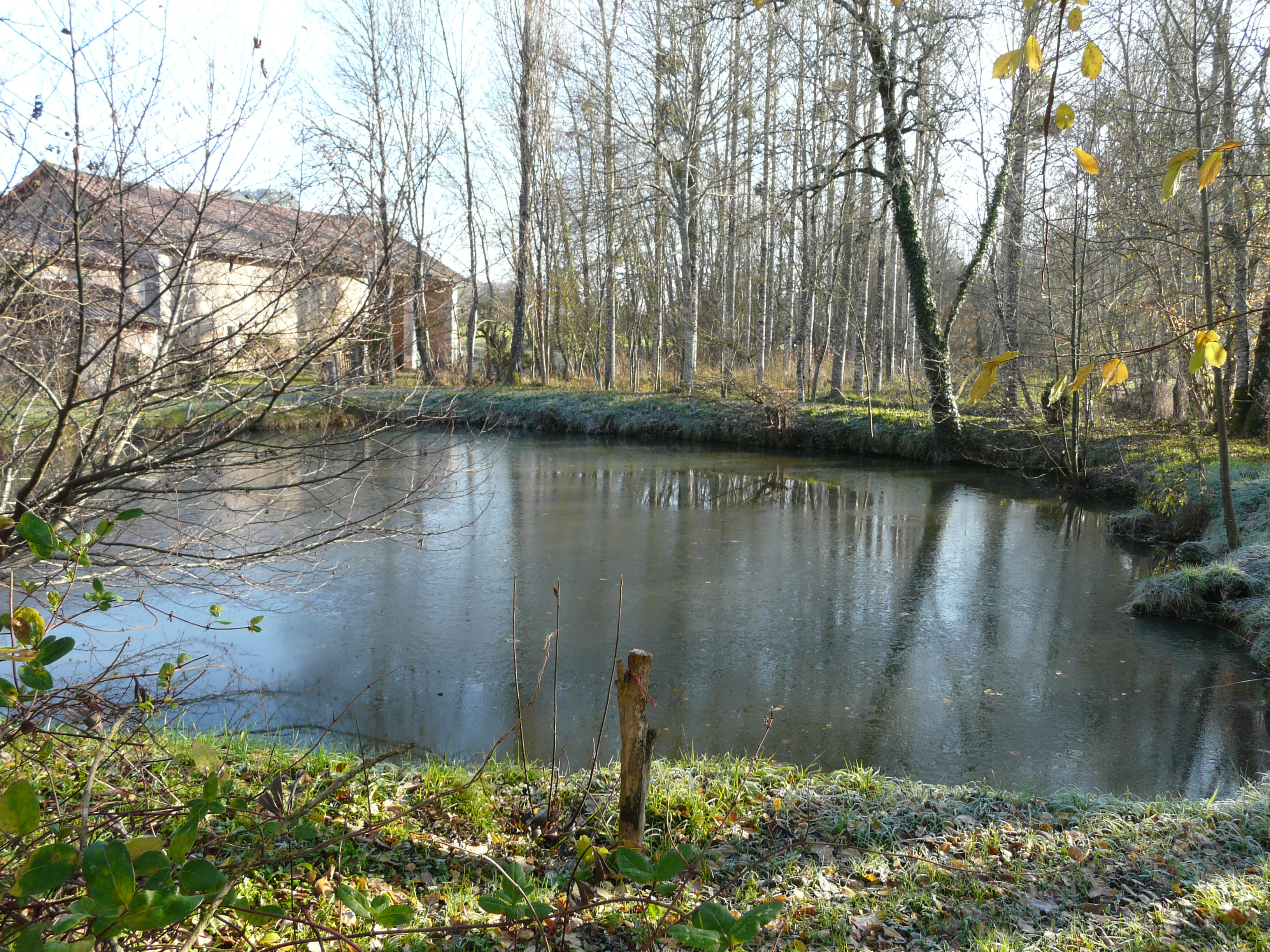
L'étang du bourg de Saint-Paul-de-Serre.
Réseaux hydrographique et routier de Saint-Paul-de-Serre.

#### Gestion et qualité des eaux
Le territoire communal est couvert par le schéma d'aménagement et de gestion des eaux (SAGE) « Isle - Dronne ». Ce document de planification, dont le territoire regroupe les bassins versants de l'Isle et de la Dronne, d'une superficie de 7 500 km2, a été approuvé le 2 août 2021. La structure porteuse de l'élaboration et de la mise en œuvre est l'établissement public territorial de bassin de la Dordogne (EPIDOR). Il définit sur son territoire les objectifs généraux d’utilisation, de mise en valeur et de protection quantitative et qualitative des ressources en eau superficielle et souterraine, en respect des objectifs de qualité définis dans le troisième SDAGE  du Bassin Adour-Garonne qui couvre la période 2022-2027, approuvé le 10 mars 2022.
La qualité des eaux de baignade et des cours d’eau peut être consultée sur un site dédié géré par les agences de l’eau et l’Agence française pour la biodiversité.

### Climat
Pour des articles plus généraux, voir Climat de la Nouvelle-Aquitaine et Climat de la Dordogne.
En 2010, le climat de la commune est de type climat océanique altéré, selon une étude s'appuyant sur une série de données couvrant la période 1971-2000. En 2020, Météo-France publie une typologie des climats de la France métropolitaine dans laquelle la commune est toujours exposée à un climat océanique altéré et est dans la région climatique  Aquitaine, Gascogne, caractérisée par une pluviométrie abondante au printemps, modérée en automne, un faible ensoleillement au printemps, un été chaud (19,5 °C), des vents faibles, des brouillards fréquents en automne et en hiver et des orages fréquents en été (15 à 20 jours).
Pour la période 1971-2000, la température annuelle moyenne est de 12,3 °C, avec  une amplitude thermique annuelle de 14,9 °C. Le cumul annuel moyen de précipitations est de 918 mm, avec 11,9 jours de précipitations en janvier et 7,3 jours en juillet. Pour la période 1991-2020, la température moyenne annuelle observée sur la station météorologique la plus proche, située sur la commune de Coulounieix-Chamiers à 12 km à vol d'oiseau, est de 13,1 °C et le cumul annuel moyen de précipitations est de 912,2 mm,. Pour l'avenir, les paramètres climatiques de la commune estimés pour 2050 selon différents scénarios d’émission de gaz à effet de serre sont consultables sur un site dédié publié par Météo-France en novembre 2022.

### Milieux naturels et biodiversité

#### Espaces protégés
La protection réglementaire est le mode d’intervention le plus fort pour préserver des espaces naturels remarquables et leur biodiversité associée,.
La commune fait partie du bassin de la Dordogne, un territoire d'une superficie de 24 000 km2 reconnu réserve de biosphère par l'UNESCO en juillet 2012 et se situe dans sa « zone de transition ».

#### Réseau Natura 2000
Le réseau Natura 2000 est un réseau écologique européen de sites naturels d'intérêt écologique élaboré à partir des directives habitats et oiseaux, constitué de zones spéciales de conservation (ZSC) et de zones de protection spéciale (ZPS).
Aucun site Natura 2000 n'a été défini sur la commune.

#### Zones naturelles d'intérêt écologique, faunistique et floristique

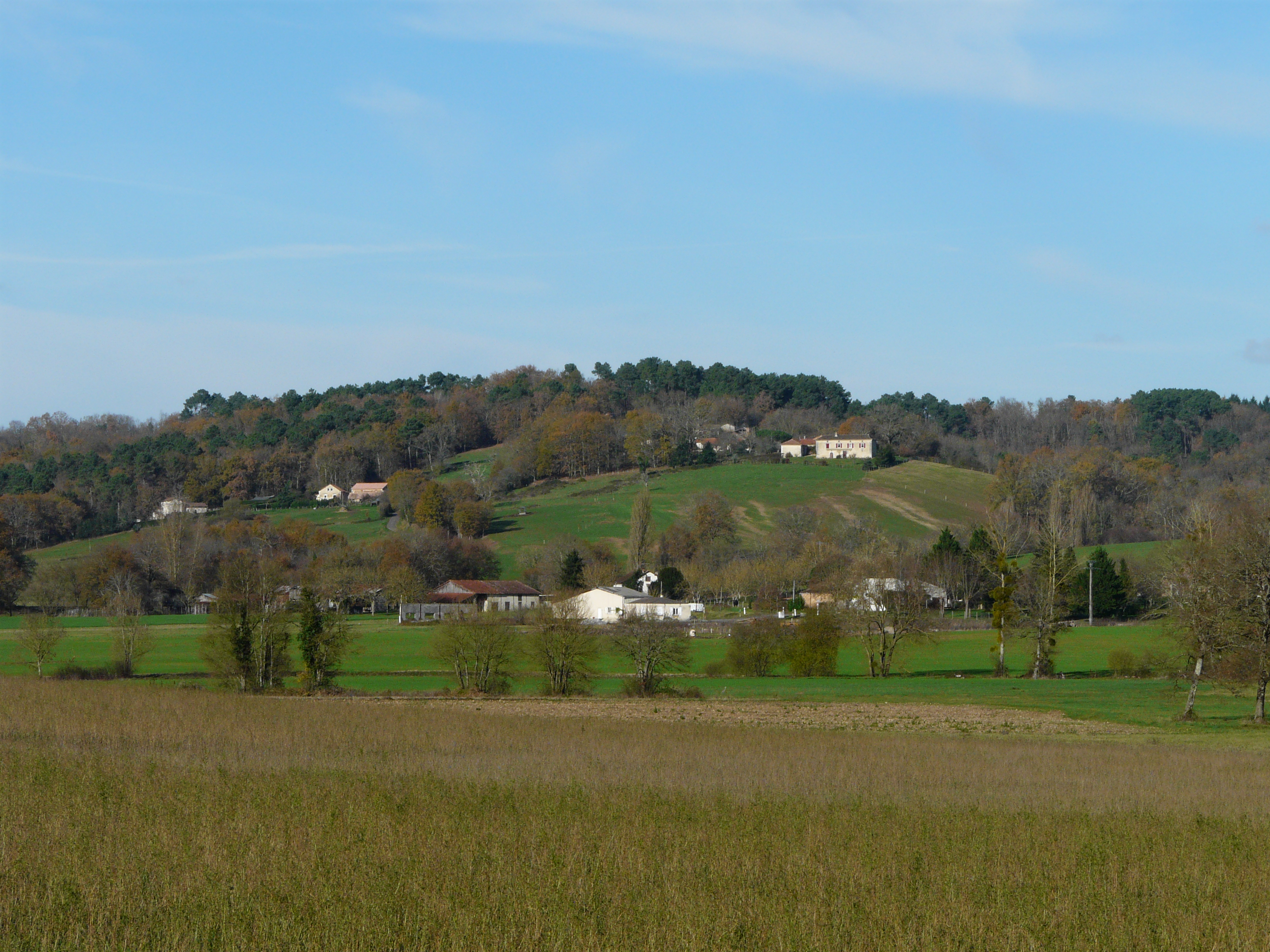
Les coteaux au-dessus du lieu-dit Chante-Alouette.

L'inventaire des zones naturelles d'intérêt écologique, faunistique et floristique (ZNIEFF) a pour objectif de réaliser une couverture des zones les plus intéressantes sur le plan écologique, essentiellement dans la perspective d’améliorer la connaissance du patrimoine naturel national et de fournir aux différents décideurs un outil d’aide à la prise en compte de l’environnement dans l’aménagement du territoire.
En 2022, une ZNIEFF est recensée sur la commune d’après l'INPN.
Cette ZNIEFF de type 1 concerne certains coteaux du Vern,, notamment sept zones distinctes totalisant environ 140 hectares, en rive gauche du Vern, près du lieu-dit les Granges, ainsi qu'en rive droite du Vern, près des lieux-dits le Champillou, Chante-Alouette, Chavantou, la Mouthe, les Virades, la Chassagne, et Chamaly en rive droite de son affluent le Serre. Celles-ci représentent près de 30 % de la superficie totale de cette ZNIEFF où une espèce déterminante de plantes et quatre espèces d'oiseaux protégées au titre de la Directive oiseaux de l'Union européenne ont été répertoriées.
Il existe également une ZNIEFF de type 2 « Vallée de l'Isle de Périgueux à Saint-Antoine-sur-l'Isle, le Salembre, le Jouis et le Vern » qui concerne notamment toute la vallée du Vern depuis l'amont de Bordas jusqu'à sa confluence avec l'Isle.

## Urbanisme

### Typologie
Au 1er janvier 2024, Saint-Paul-de-Serre est catégorisée commune rurale à habitat très dispersé, selon la nouvelle grille communale de densité à 7 niveaux définie par l'Insee en 2022.
Elle est située hors unité urbaine. Par ailleurs la commune fait partie de l'aire d'attraction de Périgueux, dont elle est une commune de la couronne,. Cette aire, qui regroupe 49 communes, est catégorisée dans les aires de 50 000 à moins de 200 000 habitants,.

### Occupation des sols
L'occupation des sols de la commune, telle qu'elle ressort de la base de données européenne d’occupation biophysique des sols Corine Land Cover (CLC), est marquée par l'importance des territoires agricoles (55,4 % en 2018), en diminution par rapport à 1990 (57,4 %). La répartition détaillée en 2018 est la suivante : 
prairies (44,8 %), forêts (43,1 %), terres arables (8,2 %), zones agricoles hétérogènes (2,4 %), espaces verts artificialisés, non agricoles (1,5 %). L'évolution de l’occupation des sols de la commune et de ses infrastructures peut être observée sur les différentes représentations cartographiques du territoire : la carte de Cassini (XVIIIe siècle), la carte d'état-major (1820-1866) et les cartes ou photos aériennes de l'IGN pour la période actuelle (1950 à aujourd'hui).

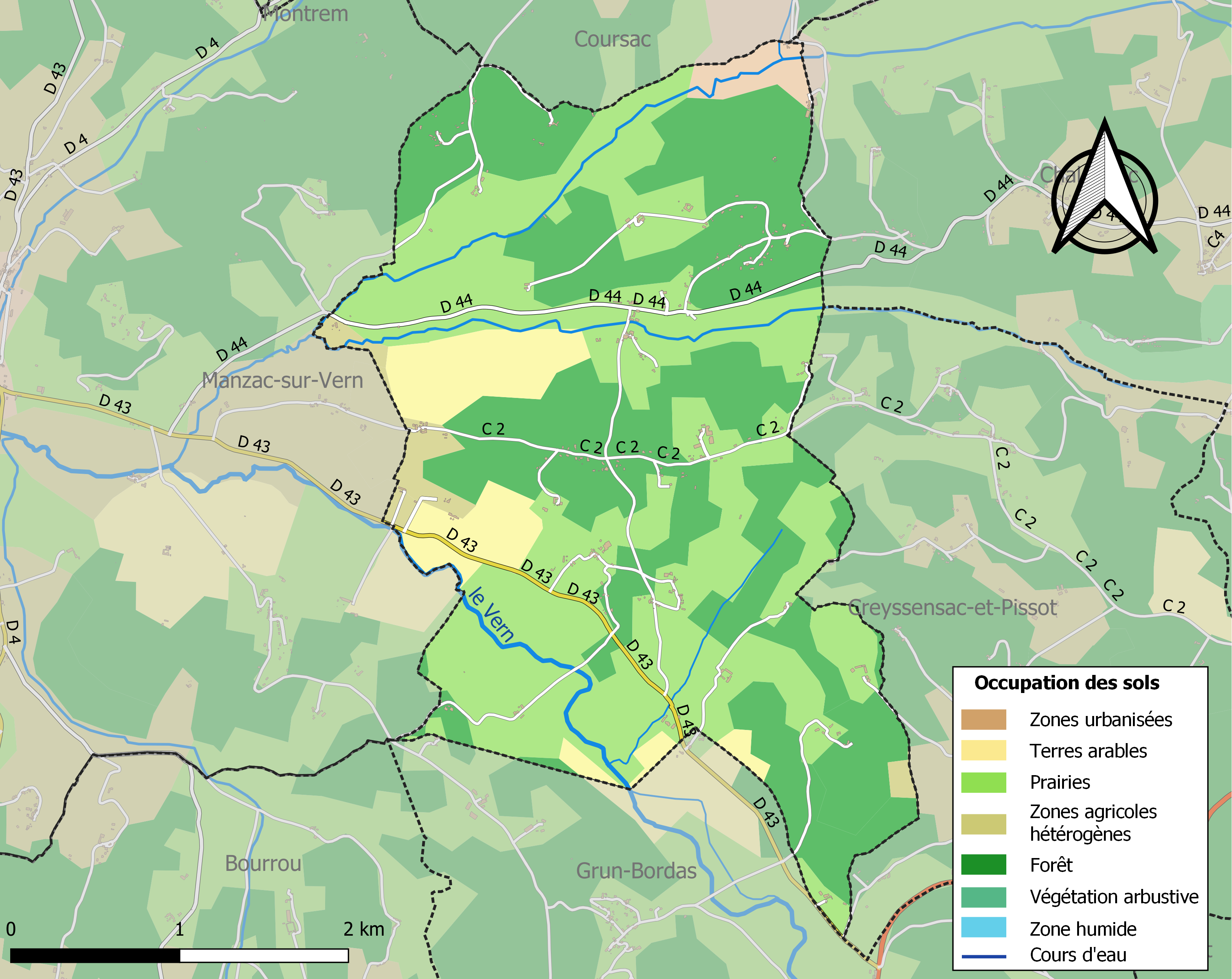
Carte des infrastructures et de l'occupation des sols de la commune en 2018 (CLC).

### Villages, hameaux et lieux-dits
Outre le bourg de Saint-Paul-de-Serre proprement dit, le territoire se compose d'autres villages ou hameaux, ainsi que de lieux-dits :
- Barbary
- la Basse Côte
- Belair
- les Boiges
- le Borderage
- les Bourdoux
- la Bouyerie
- la Brande
- le Champillou
- Chante-Alouette
- la Chassagne
- Chavantou
- les Clèdes
- la Côte
- la Garenne
- les Granges
- la Haute Côte
- Larcivie
- Maison Neuve
- les Mangours
- Moncouche
- la Monnerie
- le Moulin
- le Moulin de Moncouche
- le Moulin du Rosier
- la Mouthe
- Paret
- la Pésille
- la Pinerie
- les Piniers
- les Piniers Bas
- les Piniers Hauts
- la Tabatte
- les Virades.

### Prévention des risques
Le territoire de la commune de Saint-Paul-de-Serre est vulnérable à différents aléas naturels : météorologiques (tempête, orage, neige, grand froid, canicule ou sécheresse), feux de forêts, mouvements de terrains et séisme (sismicité très faible). Un site publié par le BRGM permet d'évaluer simplement et rapidement les risques d'un bien localisé soit par son adresse soit par le numéro de sa parcelle.
Saint-Paul-de-Serre est exposée au risque de feu de forêt. L’arrêté préfectoral du 14 mars 2013 fixe les conditions de pratique des incinérations et de brûlage dans un objectif de réduire le risque de départs d’incendie. À ce titre, des périodes sont déterminées : interdiction totale du 15 février au 15 mai et du 15 juin au 15 octobre, utilisation réglementée du 16 mai au 14 juin et du 16 octobre au 14 février. En septembre 2020, un plan inter-départemental de protection des forêts contre les incendies (PidPFCI) a été adopté pour la période 2019-2029,.

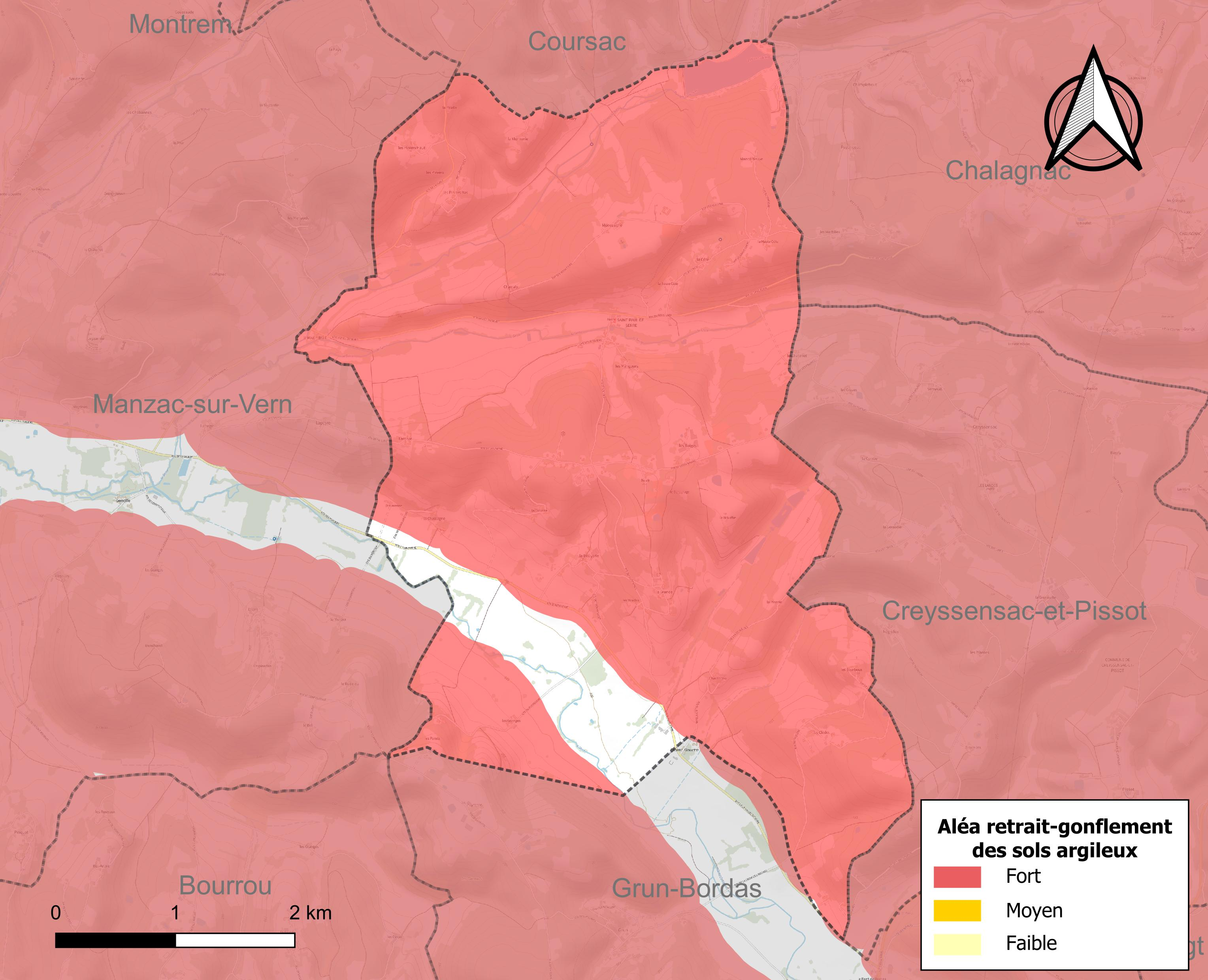
Carte des zones d'aléa retrait-gonflement des sols argileux de Saint-Paul-de-Serre.

Les mouvements de terrains susceptibles de se produire sur la commune sont des tassements différentiels. Le retrait-gonflement des sols argileux est susceptible d'engendrer des dommages importants aux bâtiments en cas d’alternance de périodes de sécheresse et de pluie. 92,7 % de la superficie communale est en aléa moyen ou fort (58,6 % au niveau départemental et 48,5 % au niveau national métropolitain). Depuis le 1er octobre 2020, en application de la loi ÉLAN, différentes contraintes s'imposent aux vendeurs, maîtres d'ouvrages ou constructeurs de biens situés dans une zone classée en aléa moyen ou fort,.
La commune a été reconnue en état de catastrophe naturelle au titre des dommages causés par les inondations et coulées de boue survenues en 1982, 1983, 1986 et 1999, par la sécheresse en 1989, 1992, 1997, 2005 et 2011 et par des mouvements de terrain en 1999.

## Toponymie
En occitan, la commune porte le nom de Sent Pau de Serra.

## Histoire
La découverte au hasard des travaux de silex taillés et de pierres polies atteste l’ancienneté de l’occupation de ce territoire. L’époque gallo-romaine est représentée par des vestiges de villas trouvés dans les champs (tuiles, ciment, mortier, débris de marbre et de poteries). Une motte – surélévation de terrain entourée d’un fossé – est encore visible au milieu des bois et le village de la Mouthe tient probablement son nom d’une telle construction.
Plus tard, l’église a probablement été construite vers le XIe siècle mais « sur l’emplacement et les fondements d’une autre église qui pourrait dater du VIIe ou du VIIIe siècle ».
Le nom de Saint Paul de Serre apparaît pour la première fois dans un acte de 1226 sous la forme de Sanctus Paulus de Sera.
Le premier dénombrement de population connu date de 1365. On peut penser qu’à cette époque là, il y avait à peu près 180 âmes à Saint Paul de Serre. La situation évoluera et en 1851 le village est à son apogée avec 591 habitants.
Aux XVIIe et XVIIIe siècles, la paroisse de Saint Paul de Serre dépend de la châtellenie de Grignols.
De nos jours, soutenues par leur maillage de lierre, les dernières pierres du château des d’Abzac (ils en étaient propriétaires au XVe siècle), dominent toujours le petit bourg groupé autour de son église dédiée à saints Pierre et Paul.

## Politique et administration

### Rattachements administratifs et électoraux
Dès 1790, la commune de Saint-Paul-de-Serre est rattachée au canton de Grignols qui dépend du district de Périgueux jusqu'en 1795, date de suppression des districts. En 1801, La commune est rattachée au canton de Saint-Jean-de-Vergt, renommé ultérieurement en canton de Vergt, lui-même dépendant de l'arrondissement de Périgueux.
Lors de l'importante réforme de 2014 définie par le décret du 21 février 2014 et supprimant la moitié des cantons du département, le canton de Vergt disparait, remplacé par le canton du Périgord central, au périmètre bien plus vaste, dont le bureau centralisateur reste fixé à Vergt.

### Intercommunalité
Fin 2001, Saint-Paul-de-Serre intègre dès sa création la communauté de communes du Pays vernois. Celle-ci est dissoute le 31 décembre 2013 et remplacée au 1er janvier 2014 par la communauté de communes du Pays vernois et du terroir de la truffe. Elle est elle-même dissoute le 31 décembre 2016 et ses communes sont intégrées à la communauté d'agglomération Le Grand Périgueux le 1er janvier 2017.

### Administration municipale
La population de la commune étant comprise entre 100 et 499 habitants au recensement de 2017, onze conseillers municipaux ont été élus en 2020,.

### Liste des maires

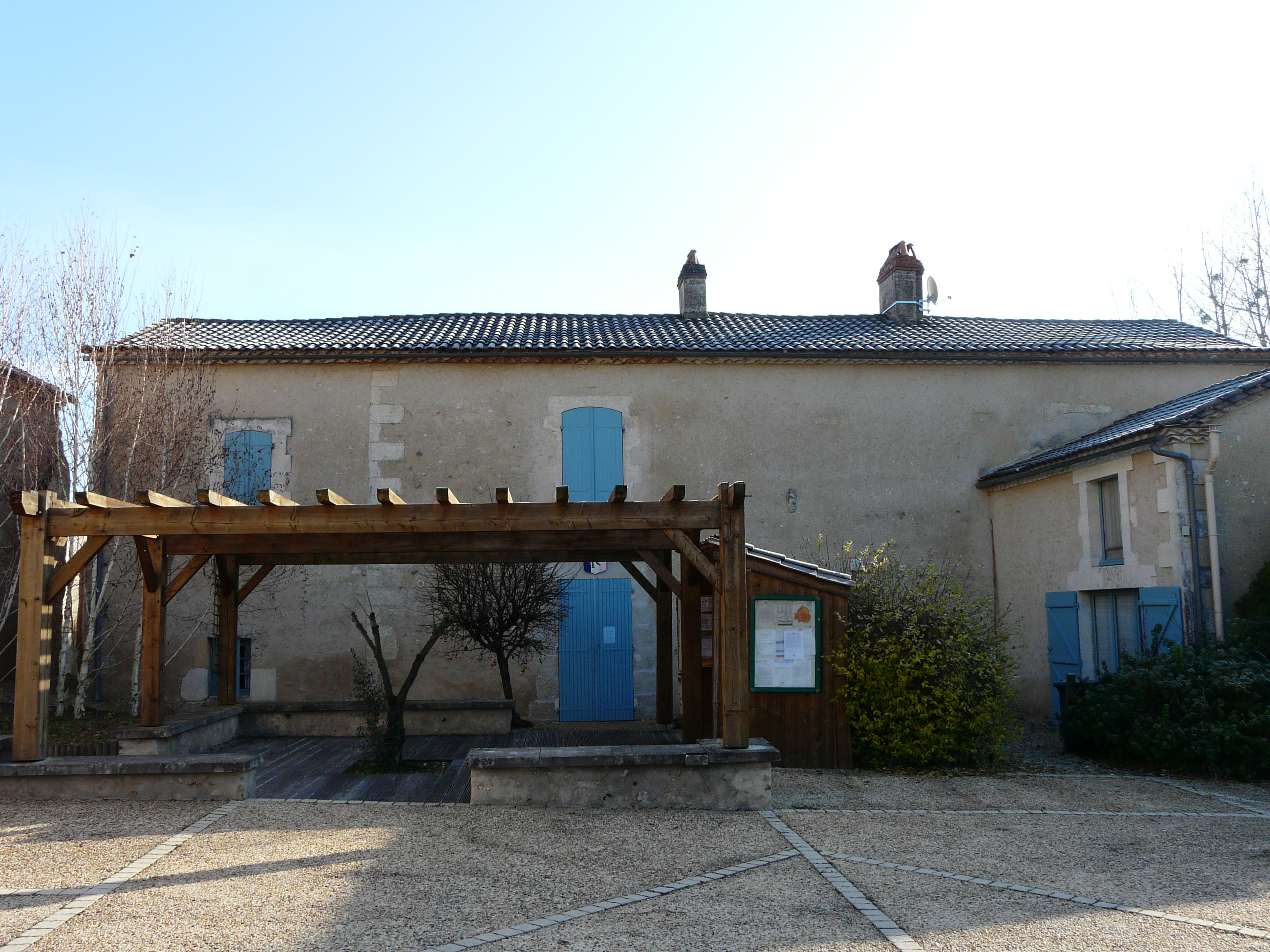
La mairie en 2012.

| Période                                  | Période       | Identité                 | Étiquette          | Qualité                                                               |
| ---------------------------------------- | ------------- | ------------------------ | ------------------ | --------------------------------------------------------------------- |
| Les données manquantes sont à compléter. |               |                          |                    |                                                                       |
| 1792                                     | 1826          | Étienne Allemandou       |                    |                                                                       |
| 1826                                     | 1830          | Louis Trasrieu           |                    |                                                                       |
| 1830                                     | 1852          | Bernard Allemandou       |                    |                                                                       |
| 1852                                     | 1870          | Élie Vincent Langevin    |                    |                                                                       |
| 1870                                     | 1880          | Michel Octave Pradier    |                    |                                                                       |
| 1880                                     | 1884          | Eymeric du Mas de Paysac |                    |                                                                       |
| 1884                                     | 1904          | Marcel Denoix            |                    |                                                                       |
| 1904                                     | 1912          | Raoul Pradier            |                    |                                                                       |
| 1912                                     | 1914          | Fernand Desmartin        |                    |                                                                       |
| 1914                                     | 1915          | Joseph Peytoureau        |                    |                                                                       |
| 1915                                     | 1919          | Firmin Champeaud         |                    |                                                                       |
| 1919                                     | 1924          | Fernand Desmartin        |                    |                                                                       |
| 1924                                     | 1925          | Jean Peytoureau          |                    |                                                                       |
| 1925                                     | 1928          | Fernand Desmartin        |                    |                                                                       |
| 1928                                     | 1929          | Henri Beaugier           |                    |                                                                       |
| 1929                                     | 1958          | Joseph Virol             | Radical socialiste | Agriculteur                                                           |
| 1958                                     | 1971          | Fernand Nadaud           | Radical socialiste | Agriculteur                                                           |
| 1971                                     | 1977          | Henri Ogier              |                    | Technicien DDA                                                        |
| juin 1977                                | mars 2014     | Jean-Paul Virol          | PS                 | Professeur retraité                                                   |
| mars 2014                                | décembre 2018 | Dominique Lourd          | DVG                | Fonctionnaire territorial                                             |
| décembre 2018                            | mars 2019     | Yannick Bidaud           |                    | Président de la délégation spéciale Cadre administratif à la retraite |
| mars 2019                                | janvier 2022  | Jean-Paul Virol          | PS                 | Professeur à la retraite                                              |
| février 2022                             | En cours      | Florian Chantegreil      |                    |                                                                       |

### Jumelages
Les communes du Pays vernois sont jumelées avec la ville canadienne de Saint-Jacques de Montcalm depuis 1996.

## Équipements et services publics

### Justice
En 2023, dans le domaine judiciaire, Saint-Paul-de-Serre relève : 
- du tribunal judiciaire, du tribunal pour enfants, du conseil de prud'hommes et du tribunal de commerce de Périgueux ;
- du pôle Nationalité du tribunal judiciaire de Périgueux (compétent uniquement dans le domaine de la nationalité) ;
- de la cour d'appel, du tribunal administratif et de la  cour administrative d'appel de Bordeaux.

## Population et société

### Démographie
L'évolution du nombre d'habitants est connue à travers les recensements de la population effectués dans la commune depuis 1793. Pour les communes de moins de 10 000 habitants, une enquête de recensement portant sur toute la population est réalisée tous les cinq ans, les populations de référence des années intermédiaires étant quant à elles estimées par interpolation ou extrapolation. Pour la commune, le premier recensement exhaustif entrant dans le cadre du nouveau dispositif a été réalisé en 2006.

En 2022, la commune comptait 333 habitants, en évolution de +20,22 % par rapport à 2016 (Dordogne : +0,37 %, France hors Mayotte : +2,11 %).
| 1793 | 1800 | 1806 | 1821 | 1831 | 1836 | 1841 | 1846 | 1851 |
| ---- | ---- | ---- | ---- | ---- | ---- | ---- | ---- | ---- |
| 481  | 456  | 502  | 526  | 555  | 565  | 560  | 550  | 591  |

| 1856 | 1861 | 1866 | 1872 | 1876 | 1881 | 1886 | 1891 | 1896 |
| ---- | ---- | ---- | ---- | ---- | ---- | ---- | ---- | ---- |
| 573  | 576  | 514  | 514  | 526  | 528  | 541  | 487  | 483  |

| 1901 | 1906 | 1911 | 1921 | 1926 | 1931 | 1936 | 1946 | 1954 |
| ---- | ---- | ---- | ---- | ---- | ---- | ---- | ---- | ---- |
| 464  | 461  | 421  | 345  | 331  | 321  | 303  | 299  | 248  |

| 1962 | 1968 | 1975 | 1982 | 1990 | 1999 | 2006 | 2011 | 2016 |
| ---- | ---- | ---- | ---- | ---- | ---- | ---- | ---- | ---- |
| 231  | 199  | 187  | 155  | 208  | 236  | 246  | 260  | 277  |

| 2021 | 2022 | - | - | - | - | - | - | - |
| ---- | ---- | - | - | - | - | - | - | - |
| 323  | 333  | - | - | - | - | - | - | - |

## Économie

### Emploi
En 2015, parmi la population communale comprise entre 15 et 64 ans, les actifs représentent 136 personnes, soit 49,8 % de la population municipale. Le nombre de chômeurs (cinq) a fortement diminué par rapport à 2010 (quatorze) et le taux de chômage de cette population active s'établit à 3,6 %.

### Établissements
Au 31 décembre 2015, la commune compte vingt-deux établissements, dont onze au niveau des commerces, transports ou services, cinq relatifs au secteur administratif, à l'enseignement, à la santé ou à l'action sociale, trois dans la construction, et trois dans l'agriculture, la sylviculture ou la pêche.

## Culture locale et patrimoine

### Lieux et monuments

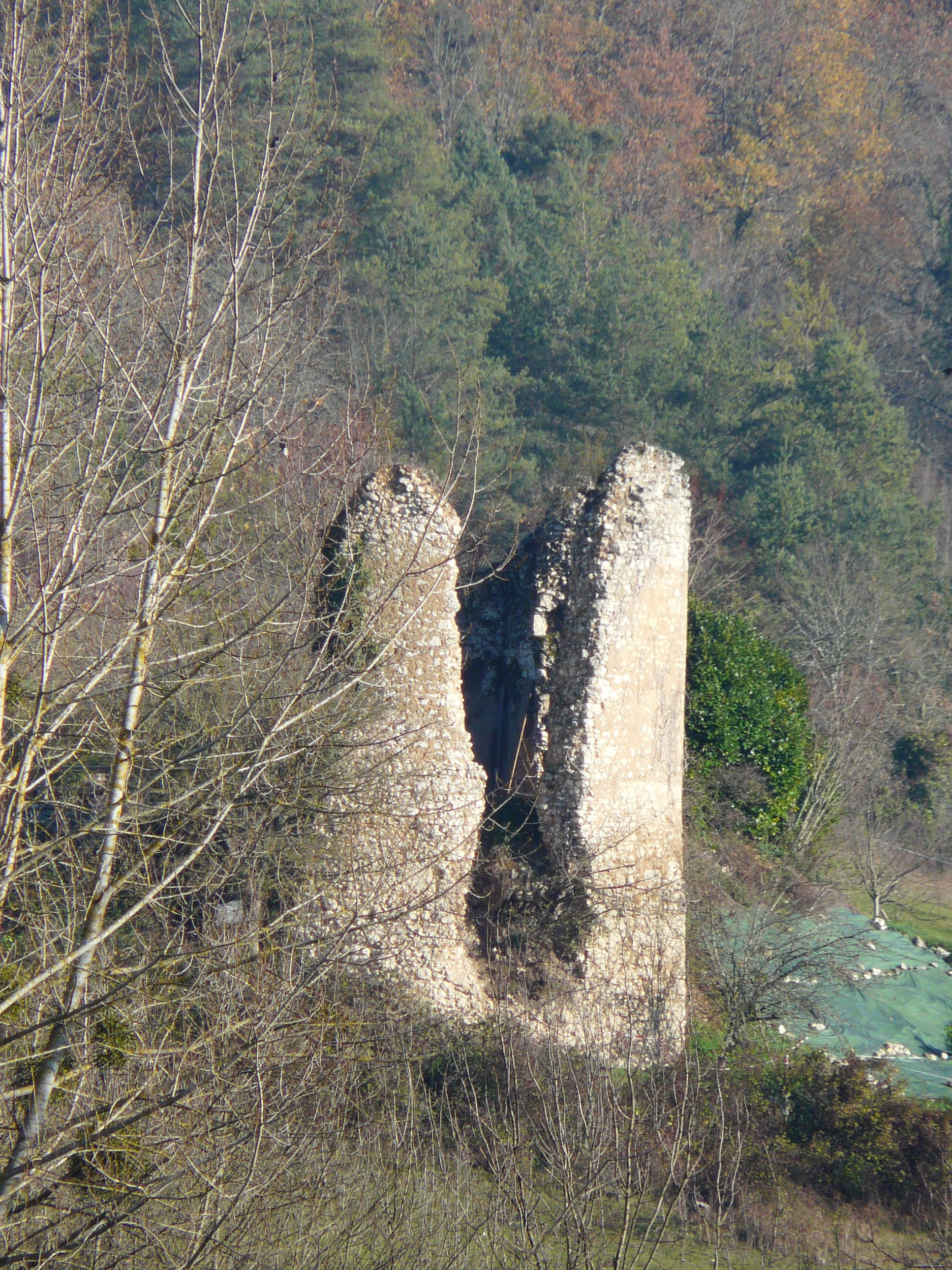
La tour ruinée de l'ancien château de Saint-Paul.

- Église Saint-Pierre-et-Saint-Paul[66], néo-romane du XIXe siècle.
- Chartreuse des Bourbous[67] (ou des Bourdoux) du XVIIe siècle, avec sa chapelle et son pigeonnier en ruines.
- Manoir de Chavantou[68].
- Tour ruinée du château de Saint-Paul[69].
- Étang du Rosier, d'environ 8 hectares est situé presque entièrement sur la commune, et marginalement sur Chalagnac et Coursac. En 2025, Le Grand Périgueux décide d'acheter le domaine qui s'étend sur 36 hectares pour en faire un espace de biodiversité qui, sera ouvert aux enfants des écoles en semaine et à tout le monde les week-ends[70].

### Personnalités liées à la commune
- Jean de Calvimont : ~1490/1557, seigneur de l'Herm.

## Pour approfondir